# Urgleptes franciscanus
Urgleptes franciscanus es una especie de escarabajo longicornio del género Urgleptes, tribu Acanthocinini, subfamilia Lamiinae. Fue descrita científicamente por Melzer en 1935.
La especie se mantiene activa durante los meses de enero, noviembre y diciembre.

## Descripción
Mide 5-6 milímetros de longitud.

## Distribución
Se distribuye por Brasil.